# Turkey International 2016
Die Turkey International 2016 im Badminton fanden vom 19. bis zum 22. Dezember 2016 in Istanbul statt. Es war die neunte Auflage der Turnierserie.

## Sieger und Platzierte
| Disziplin     | Gold                           | Silber                         | Bronze                        |
| ------------- | ------------------------------ | ------------------------------ | ----------------------------- |
| HerreneinzelI | Patrick Bjerregaard            | Gergely Krausz                 | Collins Valentine Filimon     |
| HerreneinzelI | Patrick Bjerregaard            | Gergely Krausz                 | Michał Rogalski               |
| Dameneinzel   | Cemre Fere                     | Clara Azurmendi                | Özge Bayrak                   |
| Dameneinzel   | Cemre Fere                     | Clara Azurmendi                | Alesia Zaitsava               |
| Herrendoppel  | Vanmaël Hériau Florent Riancho | Paweł Prądziński Jan Rudziński | Berkay Cicen Tayfun Taşdemir  |
| Herrendoppel  | Vanmaël Hériau Florent Riancho | Paweł Prądziński Jan Rudziński | Yusuf Ramazan Bay Sinan Zorlu |
| Damendoppel   | Özge Bayrak Neslihan Yiğit     | Kader İnal Fatma Nur Yavuz     | Aliye Demirbağ Kübra Karatas  |
| Damendoppel   | Özge Bayrak Neslihan Yiğit     | Kader İnal Fatma Nur Yavuz     | Cemre Fere Neslihan Kılıç     |
| Mixed         | Melih Turgut Fatma Nur Yavuz   | Rodion Alimov Alina Davletova  | Serdar Koca Emine Demirtas    |
| Mixed         | Melih Turgut Fatma Nur Yavuz   | Rodion Alimov Alina Davletova  | Ahmetcan Oruç Neslihan Kılıç  |